# Fort Thomas (Kentucky)
Pour les articles homonymes, voir Fort Thomas.
Fort Thomas est une ville américaine située dans le comté de Campbell, dans le Kentucky. Selon le recensement de 2020, sa population est de 17 438 habitants.

En 1896, le nom de la ville est cité dans tous les journaux du pays en devenant le lieu de découverte du corps décapité de Pearl Bryan, une affaire sordide qui défraie la chronique.